# Vrchotice
Vrchotice jsou malá vesnice, část města Sedlec-Prčice v okrese Příbram při hranici Jihočeského a Středočeského kraje. V roce 2011 zde trvale žilo 81 obyvatel.

## Historie
První písemná zmínka o vesnici pochází z roku 1370.
Vesnice byla založena pravděpodobně ve 13. století blíže neznámým vladykou Vrchotou, jehož jméno dalo vzniknout jejímu názvu. První písemná zmínka o vesnici spadá do roku 1370, kdy je poprvé uváděno jméno vladyky Bohuňka Vrchoty z Vrchotic, který v té době vlastnil Vrchotice a pravděpodobně i přilehlé vesnice. Příbuzenské vztahy rodu Vrchotů z Vrchotic k jiným českým panským rodům nejsou známy. Další Bohuněk z Vrchotic, zřejmě syn prvního zmiňovaného, pravděpodobně na konci 14. století dočasně držel i Prčici. Rod Vrchotů z Vrchotic vymřel po meči okolo roku 1530.
Dalšími vlastníky Vrchotic byli páni z Loutkova, později vystupující jako Vrchotičtí z Loutkova, kteří sídlili na tvrzi ve Vrchoticích do roku 1596, kdy ji prodali Václavu Bechyněmu z Lažan. V prvních letech 17. století měnila vesnice majitele ještě několikrát, od roku 1613 přestaly být Vrchotice samostatným panstvím a byly připojeny k panství mitrovickému. Od roku 1660 pak definitivně náležely k panství jetřichovickému.
Zemanská tvrz ve Vrchoticích byla už roku 1629 pustá, okolo roku 1700 pak byla stržena a ponechán pouze dvůr. Do dnešních dnů se zachovala patrová obytná budova a k ní přiléhající bašta o čtvercovém půdorysu, krytá jehlanovitou střechou s věžičkou na vrcholu. Ke dvoru náleží ještě hospodářské, původně zčásti obytné budovy z pozdější doby. V období komunismu využívalo všechny budovy místní zemědělské družstvo k hospodářským účelům a celý areál značně zchátral.
K vesnici dále patří Velký Vrchotický rybník, jeden z největších v okolí, který je v poslední době hojně využíván ke sportovnímu rybaření.

## Obyvatelstvo
| Rok            | 1869 | 1880 | 1890 | 1900 | 1910 | 1921 | 1930 | 1950 | 1961 | 1970 | 1980 | 1991 | 2001 | 2011 | 2021 |
| -------------- | ---- | ---- | ---- | ---- | ---- | ---- | ---- | ---- | ---- | ---- | ---- | ---- | ---- | ---- | ---- |
| Počet obyvatel | 245  | 240  | 205  | 194  | 198  | 171  | 158  | 129  | 117  | 116  | 119  | 113  | 88   | 81   | 75   |
| Počet domů     | 31   | 35   | 34   | 36   | 34   | 33   | 32   | 34   | 55   | 27   | 28   | 31   | 33   | 34   | 38   |

## Obecní správa
Při sčítání lidu v letech 1850–1899 Vrhotice byly osadou obce Jetřichovice v okrese Sedlčany. V letech 1900–1979 byly samostatnou obcí, se kterým patřily nejprve do okresu Sedlčany, ale od roku 1960 v okrese Benešov. Od 1. ledna 1980 jsou částí města Sedlec-Prčice v okrese Benešov. Od 1. ledna 2007 vesnice přešla spolu s městem Sedlec-Prčice z okresu Benešov do okresu Příbram. V letech 1900–1979 k obci patřily Božetín, Monín, Náhlík, Násilov a Včelákova Lhota.

## Pamětihodnosti
- Vrchotická tvrz
- Socha svatého Jana Nepomuckého

## Galerie

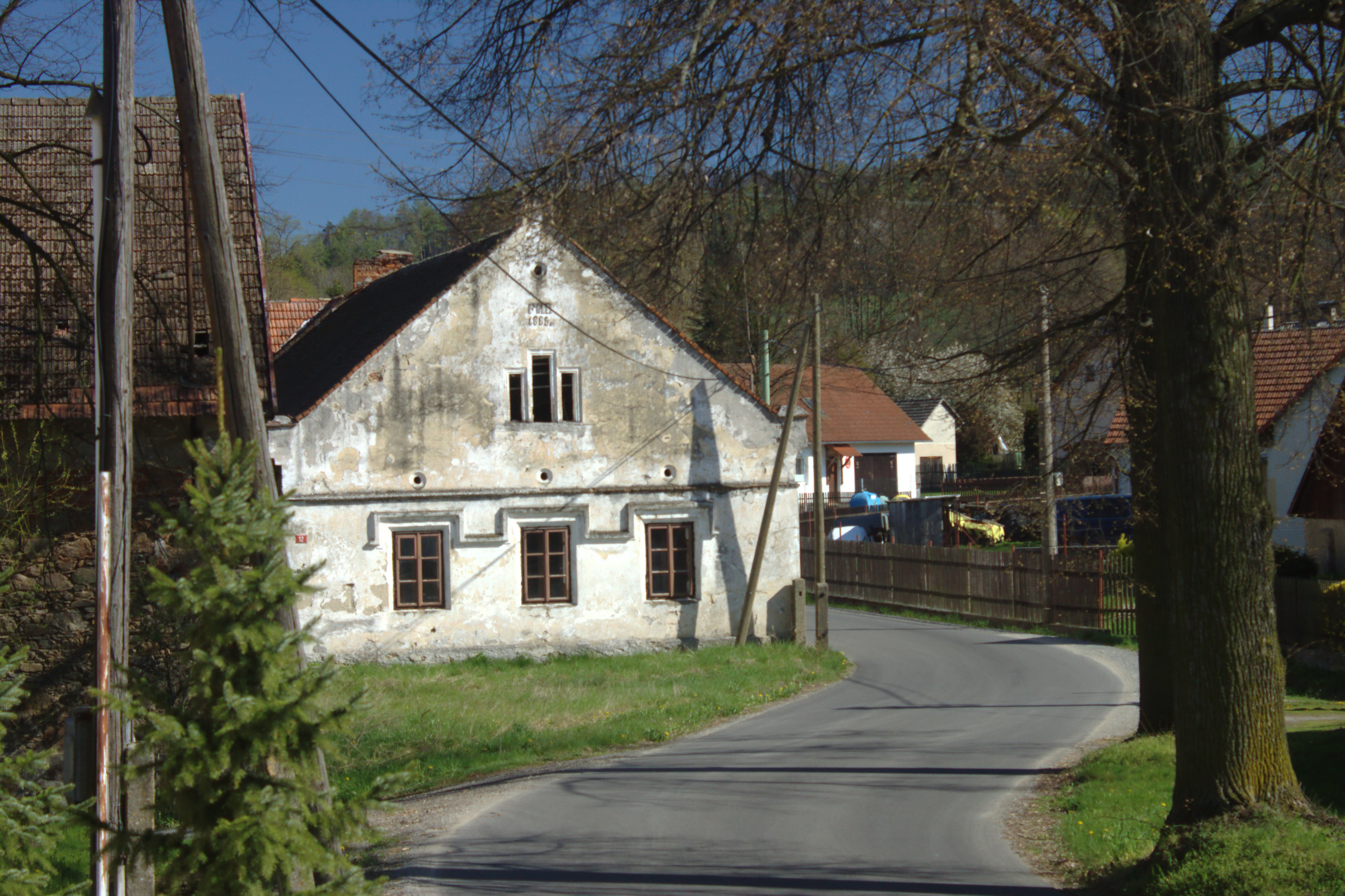
Dům na návsi
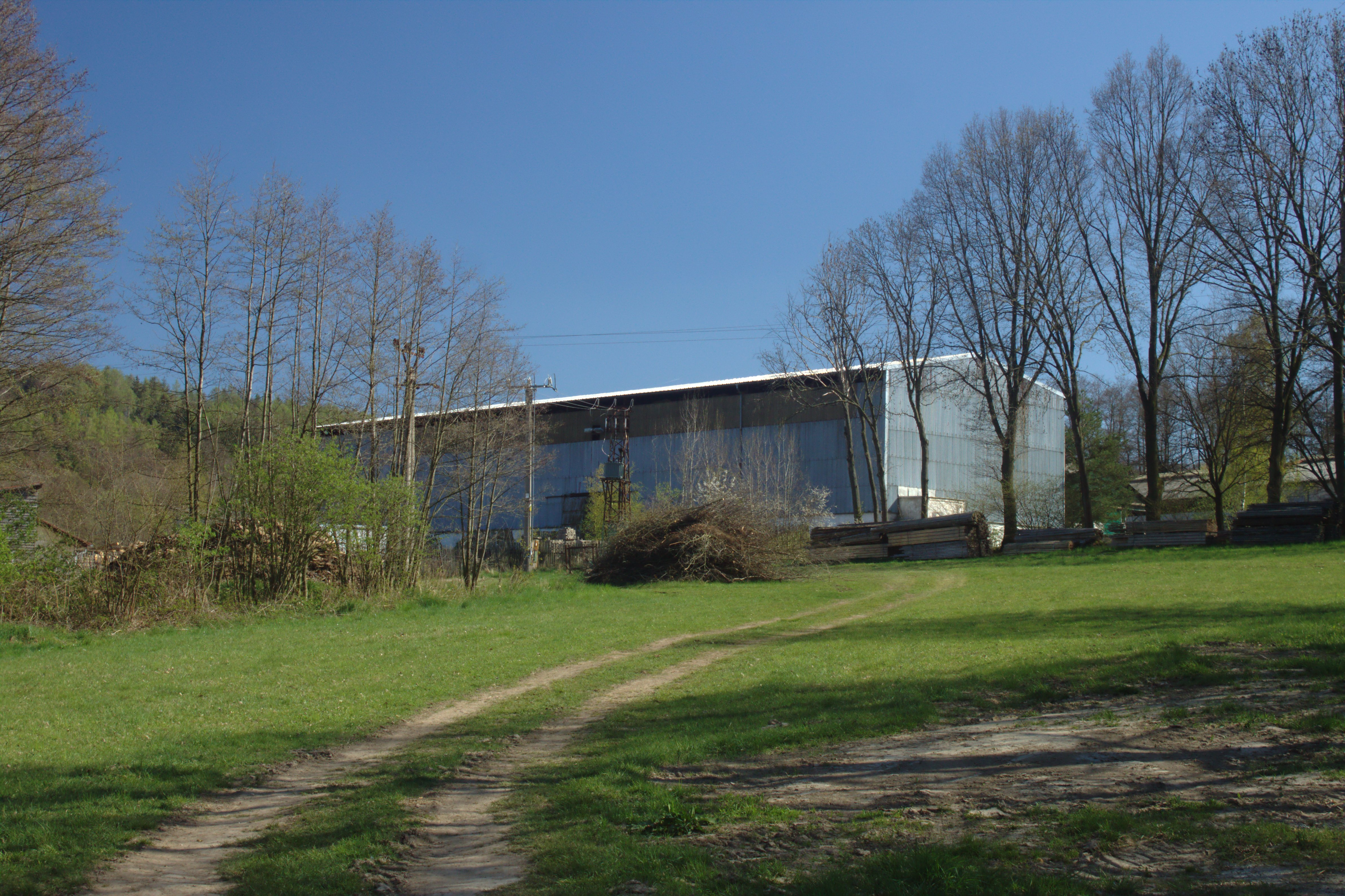
Hala
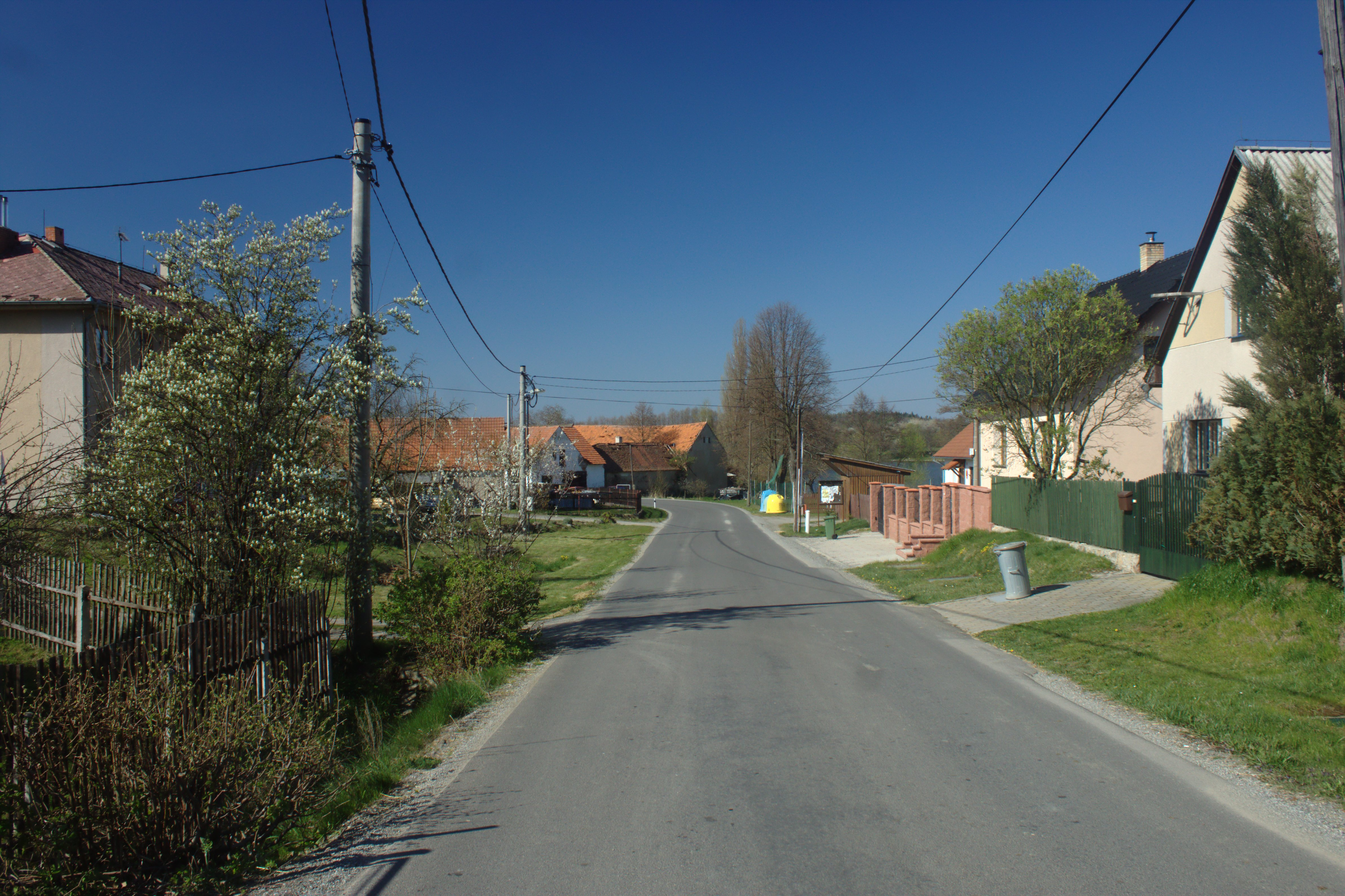
Hlavní silnice
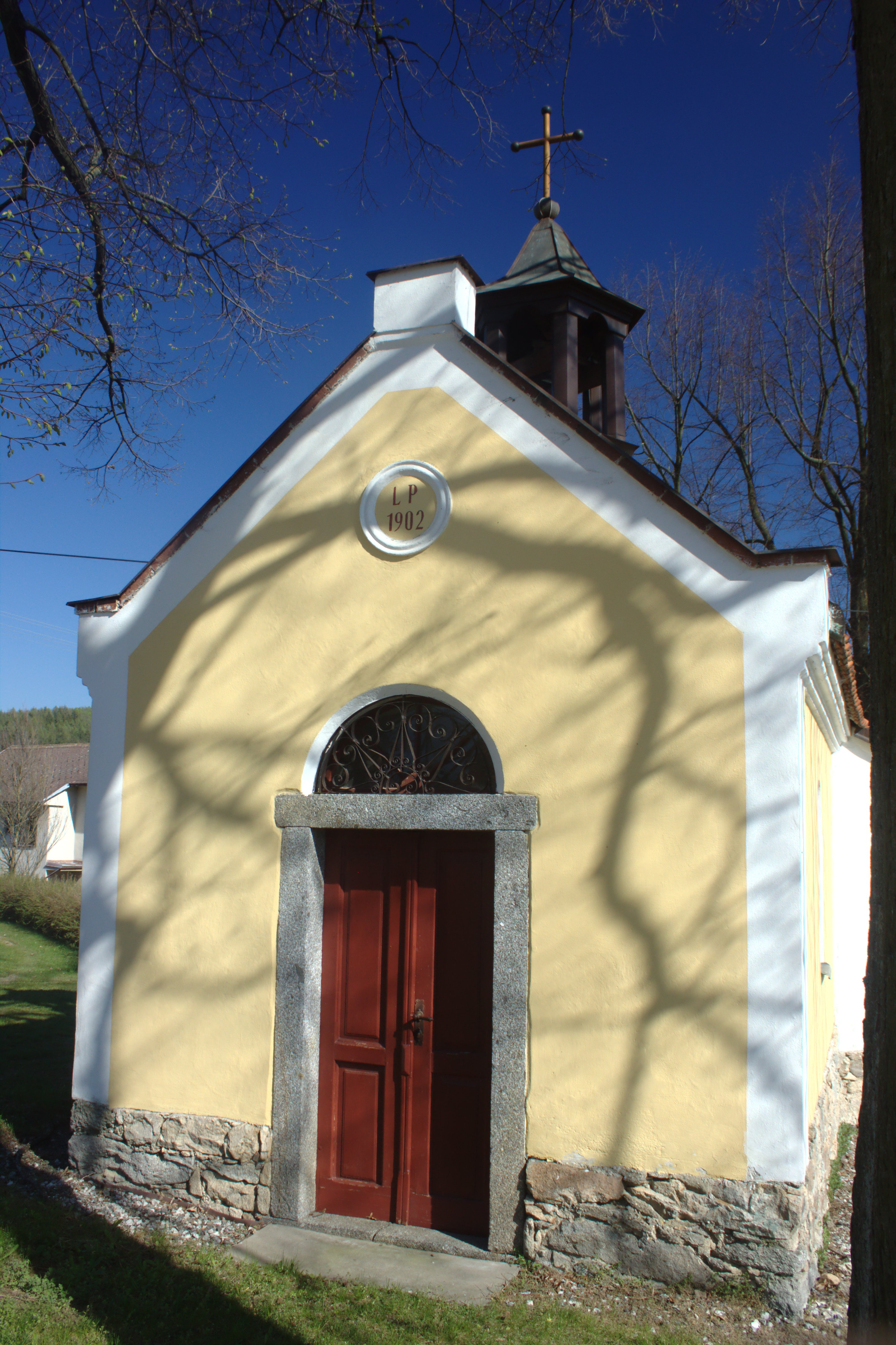
Kaplička